# Impero vietnamita
L'Impero vietnamita fu una nazione a regime monarchico esistito tra il 1802 e il 1940, quando l'esercito imperiale giapponese invase il territorio in accordo con la Francia di Vichy.  Dal 1864 inoltre il Paese fu sotto il protettorato della Francia, in pratica una colonia, all'interno della Cocincina.